# Novák Zsüliet
Novák Zsüliet (Mezőtúr, 1983. november 23. – ) magyar író, újságíró.

## Életpályája
2010-től számos írása jelent meg az Eső irodalmi lapban. 2016-ban Móricz Zsigmond-ösztöndíjban részesült.

## Művei

### Önálló kötetek
- Disznó vallomások; AmbrooBook, Győr, 2014

### Antológiák
- Körkép 2014 (Magvető Kiadó, 2014)
- Az év novellái 2015 (Magyar Napló Kiadó, 2015)
- Az év novellái 2016 (Magyar Napló Kiadó, 2016)

### Fontosabb tanulmányai, kritikái
- Karap Zoltán: Író disznózsírból
- Fekete Marianna: A disznó vallomásokról
- Kulin Borbála: Egy könyv, ami után ki kell szellőztetni